# Anthaxia sculpturata
Anthaxia sculpturata är en skalbaggsart som beskrevs av Barr 1971. Anthaxia sculpturata ingår i släktet Anthaxia och familjen praktbaggar. Inga underarter finns listade i Catalogue of Life.